# Бланков, Борис Израилевич
Борис Израилевич Бланков (1900, Иркутск, Иркутская губерния — 26 апреля 1979, Москва) — советский эпидемиолог и микробиолог, доктор медицинских наук, профессор. Отличник здравоохранения СССР.

## Биография
Родился в 1900 году в Иркутске. В 1917 году окончил Иркутское коммерческое училище, а в 1924 — медицинский факультет Иркутского государственного университета. В удостоверении говорилось, что ему присвоено звание врача и предоставлено право самостоятельной врачебной деятельности на всей территории РСФСР и союзных Советских Республик.
Медицинскую деятельность Б. И. Бланков начал ещё в 1921 году, работая в качестве препаратора при Ботаническом кабинете Иркутского государственного университета. По его окончании в течение 10 лет работал в Восточно-Сибирском институте эпидемиологии и микробиологии, пройдя путь от рядового сотрудника до заместителя директора. За этот период он не только занимался изучением сывороток и вакцин, но и стал организатором и руководителем ряда противоэпидемических отрядов и экспедиций, действовавших в различных районах Восточной Сибири и Бурятии. Ценный практический опыт эпидемиолога, приобретенный в экспедициях, пригодился впоследствии при разработке теоретических проблем эпидемиологии, бактериальной терапии и профилактики.
С октября 1934 по октябрь 1944 год работал в Свердловском областном институте микробиологии и эпидемиологии в качестве заведующего группой общей эпидемиологии, затем — заведующего эпидемическим отделом, заведующего экспериментально-производственной лабораторией, директора производственного отдела и научного руководителя института. Одновременно с 1938 года он читал лекции по микробиологии в Уральском индустриальном университете. 
В июле 1939 года решением Совета Казанского государственного медицинского института по совокупности опубликованных работ присуждена учёная степень кандидата медицинских наук, а в мае 1941 года при Ленинградском институте усовершенствования врачей он защитил докторскую диссертацию на тему: «Методы исследования результатов борьбы с эпидемиями». В январе 1943 года ему было присвоено учёное звание профессора эпидемиологии.
В 1946—1950 годы работал заведующим лабораторией Института педиатрии АМН СССР, а с 1950 года до ухода на пенсию в 1970 году — в Московском научно-исследовательском институте эпидемиологии и микробиологии.
Являлся активным членом Всесоюзного научного общества эпидемиологов, микробиологов и инфекционистов им. Мечникова.
Уйдя на пенсию, продолжил заниматься наукой. Умер 26 апреля 1979 года.

## Награды
- Значок «Отличнику здравоохранения»
- Медаль «За доблестный труд в Великой Отечественной войне 1941—1945 гг.»
- Нагрудный знак «За заслуги в стандартизации»

## Труды
Профессор Борис Бланков является автором более 100 научных трудов, ряда монографических исследований и изобретений, посвященных теоретическим и практическим проблемам эпидемиологии, бактериальной терапии и профилактики, а также методам консервации микроорганизмов.

#### Изобретения
- Бланков Б.И и др. Установка для лиофилизации биологических материалов. — 1961
- Бланков Б.И и др. Способ получения колибактерина. — 1965—1966
- Бланков Б. И. Способы получения бифидумбактерина. — 1970

#### Монографии
- Бланков Б.И, Несговор Б.Е, Жеребцов И.Д, Шигаева А.Л, Шнеймандч В.С. О роли мух в эпидемиологии дизентерии. — 1940
- Бланков Б.И. Методы изучения эффективности противоэпидемических мероприятий. — не ранее 1941
- Бланков Б.И. Конъюнктурные исследования в эпидемиологии. — не ранее 1944
- Бланков Б.И. Методы эпидемиологического анализа. — не ранее 1945
- Бланков Б.И. Эпидемиология основных инфекций в Свердловской обл. в довоенные годы и период ВОв. — не ранее 1945
- Бланков Б.И, Троп И.Е. Введение в теорию бактериальной терапии и профилактики заболеваний и дисфункций кишечного тракта. — 1976
- Бланков Б. И. Очерки сравнительной эпидемиологии острый кишечных инфекций, пищевых токсикоинфекций и пищевых токсикозов. — 1979
- Бланков Б.И. Методы исследования в эпидемиологии
- Бланков Б.И. Лечебно—профилактический аппарат «Азотобактер». — 1944
- Бланков Б.И. Конкуренты. Взаимоотношения бактерий в смешанных популяциях. — не ранее 1947
- Бланков Б.И, Дымович В.А, Колычева А.Н, Ацерова И.С. Денатурация глобулярных белков в связи с задачей производства сывороточных препаратов. — 1955
- Бланков Б.И, Клебанов Д.Л. Тепловой режим обезвоживания сывороточных препаратов под вакуумом. — 1955
- Бланков Б.И, Клебанов Д. Л. Лиофилизация культур микроорганизмов, живых вакцин и сывороточных препаратов. — 1959
- Бланков Б.И, Клебанов Д.Л. Применение лиофилизации в микробиологии. — 1961
- Бланков Б.И, Клебанов Д.Л. Сохранение жизни микроорганизмов. — не ранее 1968
- Бланков Б.И, Троп И.Е. Анабиоз и сохранение жизни микроорганизмов. — не ранее 1968
- Бланков Б.И. Защитные силы коллектива в борьбе с инфекцией
- Бланков Б.И, Троп И. Е. Гигиена домашней кухни (популярные очерки)

#### Статьи
- Бланков Б.И. Вопросы эпидемиологии брюшного тифа. — 1928
- Бланков Б.И. Пути контакта кишечных инфекций в условиях сибирской деревни. — не ранее 1928
- Бланков Б. И. Некоторые вопросы эпидемиологии дизентерии. — 1936
- Бланков Б.И, Жеребцов И.Д. Об эпидемиологической связи бациллярной дизентерии с так называемыми «гемоколитами», «колитами», «энтероколитами» и диспепсией. — 1939
- Бланков Б.И. Разработка эпидемиологических материалов методом порядковых чисел. — 1940—е
- Бланков Б.И, Жеребцов И.Д, Несговор Б.Е, Осипова А.М. Фагопрофилактика контактировавших с дизентерийными больными. — не ранее 1940
- Бланков Б.И. Сальмонеллозы пищевого происхождения как эпидемическая инфекция. — не ранее 1942
- Бланков Б.И. Методика наблюдений при проведении работы по изучению эффективности сыпно—тифозной вакцинации. — 1943
- Бланков Б.И, Паль Э.Р, Бабаков М.И. Об эпидемиологии инфекционного гепатита. — 1947
- Бланков Б.И. Противоэпидемические мероприятия в очагах сыпного тифа. — 1947
- Бланков Б.И, Сергеев Н.В, Миесерова Е. К. Значение стафилококка в этиологии острых кишечных заболеваний у детей раннего возраста. — 1950
- Бланков Б.И, Холчев Н.В, Колесникова Л.И и др.. Ударение лабильных фракций как способ стабилизации противокоревой сыворотки. — 1953
- Бланков Б.И, Холчев Н.В, Колесникова Л.И и др.. Вопросы улучшения качества противокоревой сыворотки в связи с теорией денатурации белков. — 1954
- Бланков Б.И. Нержавеющая сталь в производстве бактерийных препаратов. — 1954
- Бланков Б.И, Мастюкова Ю.Н, Марчинк К.П, Юрчикова Л.А, Трушин Н.Е, Козлова И.В. Влияние катионов на термоустойчивость вирусов кори и оспенной вакцины. — не ранее 1966
- Бланков Б.И. Методы исследования микробной флоры толстого кишечника. — 1968
- Бланков Б.И. Влияние катионов на термоустойчивость. Обзор советской и иностранной литературы. — не ранее 1968
- Бланков Б.И, Мастюкова Ю.Н, Марчинк К.П, Юрчикова Л.А, Трушина Н.Е, Козлова И.В. Влияние катионов некоторых металлов на сохранение вирусов в суспензиях. — 1969
- Бланков Б.И. Опыт исследования влияния катионов некоторых электролитов на вирусы вакцины и кори

- Бланков Б.И. Значение микроорганизмов кишечного тракта для охраны здоровья человека и животных.

- Бланков Б.И. Статистическая обработка эпидемиологических материалов методом порядковых номеров.
- Бланков Б.И, Зефельдт Б.К. Исследование бактериальной флоры кишечного тракта у детей методом смешанных культур
- Бланков Б.И. Микрозные биоценозы кишечного тракта
- Бланков Б.И. Значение микроорганизмов кишечного тракта для здоровья человека и животных
- Бланков Б.И. Биологический анализ вод окрестностей г. Иркутска…. — 1925
- Бланков Б.И. Заболеваемость скарлатиной привитых формалиновый стрептококковой вакциной детей г. Свердловска в 1934—1935 гг.. — не ранее 1934
- Бланков Б.И. Прививки против скарлатины комбинированной вакциной с повышенным количеством токсина и с однократным введением токсина. — не ранее 1937
- Бланков Б.И. Брюшной тиф в г. Алапаевске в 1939 г.. — 7 августа 1939
- Бланков Б.И, Жеребцов И.Д. О водной эпидемии брюшного тифа в городе С.. — 1939
- Бланков Б.И. Брюшной тиф в г. Свердловске в мае—июне 1944 г..— 1944
- Бланков Б.И. Условия возникновения одной вспышки пищевых токсикоинфекций, вызванных условно патогенными микробами. — август 1944
- Бланков Б.И. Возвратный тиф в г. Харькове в 1944 г.. — 1944
- Бланков Б. И. Анализ причин неблагополучия Полтавской области в отношении заболеваемости паразитарными тифами (в 1944 и в январе 1945 г.). — 10 марта 1944
- Бланков Б. И. Брюшной тиф в Буденновском районе г. Сталино в августе—сентябре 1945 г.. — 30 октября 1945
- Бланков Б.И, Штейнер И. И. Пищевые токсикоинфекции в Харькове летом 1945 г.. — 1945
- Бланков Б.И. Вспышка парафита B пищевого происхождения среди рабочих шахты I бис треста Боково—Антрацит Ворошиловградской области. — 1945
- Бланков Б. И. Вспышка острых желудочно—кишечных заболеваний среди населения Салтыковского городка г. Харькова в ноябре—декабре 1944 г. и январе 1945 г. — 1945
- Бланков Б.И, Вейс С.В, Каждан Е.Г. Летальность при дифтерите по материалам инфекционного сектора института педиатрии АМН СССР. — 1947
- Бланков Б.И, Баранова З.И. Дизентерия в Молотовском районе Москвы (Предварительный анализ). — 1947
- Бланков Б.И, Мосягина Е.Н, Гольдберг Р.В. Об одной пищевой вспышке дизентерии среди маленьких детей. — 1948
- Бланков Б.И, Баранова З.И. Эпидемиология дизентерии и других острых кишечных заболеваний в Молотовском район г. Москвы (по данным конъюнктурных наблюдений за 1948 г.). — 1948
- Бланков Б. И. Вспышка дизентерии в отделе развития института Педиатрии АМН СССР в августе 1950 г.. — 1950
- Бланков Б.И, Митерева В.Г, Казьмина Ю. Г. О выводе Е М—17 из состояния скрытой жизни. — не ранее 1960
- Бланков Б.И, Митерева В.Г, Казьмина Ю. Г. О выводе E M—17 в сухом колибактерине из состояния скрытой жизни. — не ранее 1960
- Бланков Б.И, Митерева В.Г, Казьмина Ю.Г. Колибактерин и основные принципы его производства. — не ранее 1962
- Бланков Б.И, Митерева В. Г. Сухой колибактерин—препарат для лечения и профилактики кишечных заболеваний. 1962
- Бланков Б.И, Казьмина Ю.Г, Степанова С.Л. О вариантах КОЛИ М—17, устойчивых к антибактериальным веществам. — 1964
- Бланков Б.И, Посислова В.В, Носальчук Т. В. Колибактерин в теле. — не ранее 1965
- Бланков Б.И. Методы исследования состояния микробных популяций в связи с задачей производства колибактерина и др.микробных препаратов. — 1967
- Бланков Б.И, Казьмина Ю. Г. Антагонистическая активность. — не ранее 1967
- Бланков Б.И, Посиелова В.В, Носальчук Т.В, Вершилина Н.Н. Сохранение М—17 в суспензиях. — не ранее 1967
- Бланков Б.И, Грингот Ц. Л. Различие ферментации группы в аэробных и анаэробных условиях
- Бланков Б.И, Клебанов Д.Л, Дымович В.А. Основные закономерности удаления свободной и связанной воды при лиофилизации биологических материалов. — не ранее 1955
- Бланков Б.И, Кузнецова Л.Ф. О повреждаемости диагностических кроличьих сывороток при их лиофилизации. — не ранен 1956
- Бланков Б.И, Клебанов Д. Л. Аппараты и способы лиофилизации биологических материалов без применения источников холода. — 1959
- Бланков Б.И, Клебанов Д.Л. Лабораторная установка сорбционного типа для лиофильной сушки биологических материалов. — 1960
- Бланков Б.И. О некоторых спорных вопросах, связанных с лиофилизацией микроорганизмов. — не ранее 1960
- Бланков Б.И, Эелькин З.З, Николаев А.П. Распылительная лиофильная сушка биологических материалов. — 1962
- Бланков Б.И, Казьмина Ю.Г, Терентьева В.Б. Метод определения активности воды в связи с задачей лиофилизации биологических материалов. — 1962
- Бланков Б. И. Теория и практика лиофилизации биологических материалов
- Бланков Б.И, Клебанов Д.Л. Лиофилизация биологических материалов без применения источников холода
- Бланков Б.И, Клебанов Д.Л. Калориметрический метод определения скорости удаления воды при высушивании биологических материалов из замороженного состояния. — 1958
- Бланков Б.И, Клабенов Д. Л. Метод измерения давления газов и паров воды в системе и характер потока паров при высушивании биологических материалов из замороженного состояния. — 1959
- Бланков Б.И, Митерова В.Г, Казьмина Ю.Г. Сохранение жизни микроорганизмов в суспензиях. — 1960—е
- Бланков Б.И. Определение термостабильности микроорганизмов в целях изыскания оптимальных условий их консервации. — 1964
- Бланков Б.И. Сохранение жизнеспособности микроорганизмов способом «контактной» сушки. — не ранее 1967
- Бланков Б.И. Преданабиоз и его значение для консервации микроорганизмов. — 1968
- Бланков Б.И, Мастюкова Ю.Н. Факторы преданабиоза бактерий и вирусов. — не ранее 1969
- Бланков Б.И. Явление преданабиоза и практическое применение соответствующих приемов для сохранения жизнеспособности микроорганизмов. — 1972
- Бланков Б.И. Методы исследования процесса отмирания микроорганизмов
- Бланков Б.И, Рябинкина А.А. Бактериостатические свойства 2,6—диметоксибензохинона. — 1944
- Бланков Б.И. Использование «криофоруса» для демонстрации и изучения закономерностей процесса сублимации. — 1963
- Бланков Б.И. О некоторых биофизических свойствах биологических материалов и методов их определения в связи с задачей их изучения
- Бланков Б.И. Предварительные исследования по вопросу о заданной влажности сухих биологических препаратов